# Ambrosiophilus
Ambrosiophilus (лат.) — род жуков-короедов из трибы Xyleborini (Scolytinae, Curculionidae). Около 20 видов.

## Распространение
Встречаются в лесных регионах Азии. Два вида завезены в США.

## Описание
Мелкие жуки-короеды, величина которых колеблется в пределах нескольких миллиметров (от 1,95 мм до 4,5 мм). Тело обычно вытянутое, в 2,7-2,9 раза длиннее своей ширины. Ambrosiophilus отличается следующими признаками: вершина надкрылий округлая и цельная; передний край переднеспинки обычно без киля или зубцов; диск переднеспинки пунктированный; булава усиков уплощенная; щитик плоский; микангиальные пучки отсутствуют; передние голени косо-треугольные; прококсы смежные.
Усики коленчатые с ясно отграниченной крупной булавой и скапусом, тонкими лапками. Самки имеют округлую, дорсовентрально уплощенную булаву усиков, дугообразные и уплощенные голени средних и задних ног, вооруженные несколькими зубчиками, переднеспинка сильно выпуклая антеродорсально, на переднем скате вооружена неровностями. Характерна гаплодиплоидия и облигатный симбиоз питания с грибами-ксилофагами («грибное садоводство»).
Построенные представителями этого рода в древесине галереи похожи на таковые у Ambrosiodmus.
Недавние исследования показывают, что все виды Ambrosiodmus и Ambrosiophilus связаны с одним видом полипорового амброзиевого гриба базидиомицета (Flavodon ambrosius, Irpicaceae). Этот гриб обладает большей способностью расщеплять лигноцеллюлозу, чем большинство других грибов. Это позволяет жукам колонизировать древесину на более поздней стадии разложения, чем у большинства жуков-короедов, и сохраняться на одном дереве в течение нескольких поколений.

## Классификация
Включает около 20 видов. Род впервые был выделен в 2009 году на основании типового вида Xyleborus restrictus Schedl, 1939. Включён в состав трибы Xyleborini (Scolytinae, Curculionidae), где наиболее близок к роду Ambrosiodmus и отличается тем, что диск переднеспинки и боковые области пунктированы, никогда не имеют выступов, а латеральный профиль дисков переднеспинки и надкрылий плоский.
- Ambrosiophilus atratus
- Ambrosiophilus caliginestris
- Ambrosiophilus consimilis
- Ambrosiophilus cristatulus
- Ambrosiophilus hunanensis
- Ambrosiophilus indicus
- Ambrosiophilus lannaensis
- Ambrosiophilus latisulcatus
- Ambrosiophilus metanepotulus
- Ambrosiophilus osumiensis
- Ambrosiophilus papilliferus
- Ambrosiophilus restrictus
- Ambrosiophilus satoi
- Ambrosiophilus semicarinatus
- Ambrosiophilus sexdentatus
- Ambrosiophilus subnepotulus
- Ambrosiophilus sulcatus
- Ambrosiophilus wantaneeae